# Alice au pays des merveilles (film, 1981)
Pour les articles homonymes, voir Alice au pays des merveilles (homonymie).
Alice au pays des merveilles (Алиса в стране чудес, Alissa v strane tchoudes) est un film d'animation soviétique réalisé par Efrem Proujanski, sorti en 1981.

## Fiche technique
- Titre : Alice au pays des merveilles[1]
- Titre original : Алиса в стране чудес (Alissa v strane tchoudes)
- Réalisation : Efrem Proujanski
- Scénario : Evgueni Zagdanski
- Musique : Evgueni Ptitchkine
- Pays d'origine : URSS
- Format : Couleurs - 35 mm - Mono
- Genre : conte merveilleux
- Durée : 30 minutes
- Date de sortie : 1981

## Distribution

### Voix originales
- Marina Neïolova : Alice
- Rostislav Pliatt : narrateur
- Viatcheslav Nevinny : Lapin blanc
- Tatiana Vassilieva : Reine de cœur
- Rina Zelionaïa : Duchesse
- Alexandre Bourmistrov : Chapelier fou
- Evgueni Paperny : Valet de cœur
- Gueorgui Kichko : Lièvre de mars
- Alexandre Chirvindt : Chat du Cheshire
- Malvina Chvidler, la chenille